# يكسلي (كامبريدجشير)
يکسلي (كامبريدجشير) (بالإنجليزية: Yaxley, Cambridgeshire)‏ هي قرية وأبرشية مدنية تقع في المملكة المتحدة في هنتينغدونشير. يقدر عدد سكانها بـ 10,413 نسمة .